# Нанжи, Луи-Арман де Бришанто
Луи-Арман де Бришанто (фр. Louis-Armand de Brichanteau; 27 сентября 1682, Париж — 8 октября 1742, Версаль), маркиз де Нанжи — французский военный деятель, маршал Франции.

## Биография
Сын Луи-Фоста де Бришанто, маркиза де Нанжи, и Мари-Генриетты д'Алуаньи де Рошфор.
Маркиз де Нанжи и дю Шатель, сеньор де Бришанто.
Луи-Арману не было ещё восьми лет, когда его отец, подполковник Королевского Морского пехотного полка, умер от ран. 3 сентября 1690 Людовик XIV передал ему этот полк с условием, что юный маркиз отслужит два года мушкетёром, прежде чем принять командование. В 1698 году Бришанто записался в мушкетёры и прослужил в этом корпусе положенный срок.
15 января 1700, после отставки маркиза де Рошфора, получил пехотный полк Бурбонне, отказавшись от командования Морским полком.
В 1701 году служил в Германской армии маршала Вильруа, не проявлявшей активности. 
В 1702 году в той же армии под командованием маршала Катина, 30 сентября атаковал мост в Юнинге. С тысячей фузилёров был послан оборонять мост, переброшенный противником через небольшой рукав Рейна, всю ночь отражал атаки неприятеля, который в результате был отброшен. 14 октября сражался в битве при Фридлингене.
В 1703 году в Баварской армии маршала Виллара, участвовал в осаде и взятии Келя, капитулировавшего 9 марта, атаке линий Билля, взятии Кетцингена (18.03), где командовал 800 гренадерами. В апреле армия перешла через Шварцвальд. Луи-Арман участвовал во взятии города Аслак и замка Хорнеберг, разгроме графа фон Штирума в Первом Гохштедтском сражении 20 сентября, а в ноябре в деблокировании Аугсбурга, осаждённого принцем Баденским.
В 1704 году в Баварской армии маршала Марсена. В январе послан с 800 гренадерами перейти Дунай, чтобы прогнать неприятеля с зимних квартир, затем присоединился к частям, осаждавшим Веделинген. Участвовал во Втором Гохштедтском сражении. 11 сентября во главе тридцати гренадерских рот в составе отряда Паллавичини в ходе операции по захвату Висамбура изгнал противника из деревни Хальштадт после упорного боя. 26 октября произведён в бригадиры.
В 1705 году в Мозельской армии маршала Виллара, участвовал в атаке Висамбурских линий, взятых 3 июля, и был дважды контужен.
В 1706 году в Рейнской армии Виллара, участвовал в снятии блокады Фор-Луи (1.05). С 18 ротами гренадер атаковал Друзенхайм, который принц Баденский оставил а ночь ч 5 на 6 мая, потом под командованием графа дю Бура с 800 гренадерами овладел редутом Штатмат, затем с тысячей гренадер и одним полком наблюдал за противником, который собирался перейти Рейн.
В мае 1707 в составе частей де Перри первым перешёл Рейн во главе 400 гренадер, чтобы атаковать противника, укрепившегося на другом берегу. 20 июня штурмовал укрепления генерала Януса у Лорха, закончив операцию 22-го, и с сорока ротами гренадер преследовал неприятеля, выбитого из лагерей Швабс-Гемунда. Участвовал в победе над имперцами при Зеккингене (23.06), взятии Лауффена (28.06) и Мангейма 14.07). 15 августа с шестью ротами гренадер прибыл на защиту Дурлаха, и держался там 18 дней, до прибытия помощи.
19 июня 1708 произведён в лагерные маршалы, служил во Фландрской армии герцогов Бургундского и Вандомского, командовал двумя бригадами (гвардейской и Эльзасской) в битве при Ауденарде, командовал арьергардом при отступлении, 12 июля во главе пятисот гренадер дал бой авангарду союзников у Гентского леса, облегчив остальным силам с 50 орудиями проход дефиле. 26 ноября командовал двумя пехотными бригадами, по приказу маркиза д'Отфора став лагерем у Мельдра на Шельде и сдержав там тридцать эскадронов противника, что позволило отступить остальным пехотным частям, к которым он позднее присоединился.
В 1709 году во Фландрской армии Виллара, участвовал в осаде Варнетона, взятого 4 июля. 24-го в аббатстве Аннон на Скарпе захватил двести пленных, при Мальплаке командовал 5 тыс. ирландцев, взял несколько знамён, которые привёз королю с сообщением о деталях сражения.
В 1712 году в армии Виллара. Содействовал победе при Денене, завоевании Маршьенна (30.07), Дуэ (8.09), Ле-Кенуа (4.10), Бушена (19.10).
В 1713 году участвовал во взятии Шпайера, Вормса, Кайзерслаутерна, Ландау, сдавшегося 20 августа, разгроме генерала Вобонна 20 сентября, как волонтёр принимал участие во взятии Фрайбурга 1 ноября (цитадель 16-го), где вместе с графом де Брольи с боем овладел люнетом перед прикрытым путём.
В 1715 году командовал в лагере у Марли.
8 марта 1718 произведён в генерал-лейтенанты. 15 декабря 1719, после отставки маркиза де Сент-Абра, получил губернаторство в Сальсе в Руссильоне, 16-го отказался от командования полком. 1 марта 1721 назначен генеральным директором пехоты.
2 февраля 1724 назначен придворным инфанты, приехавшей во Францию. 30 мая 1725 в Версале назначен придворным королевы; принёс ей присягу 6 сентября в Фонтенбло. 16 мая 1728 пожалован в рыцари орденов короля.
В августе жалованной грамотой было утверждено объединение с маркизатом Нанжи земель Ле-Верже, Вовилле, Ле-Шатель и Вальжувн, произведённое в ноябре 1712. Зарегистрировано Парламентом и Парижской счётной палатой 16 и 22 марта 1728.
15 сентября 1733 определён в Рейнскую армию, участвовал в осаде Келя, сдавшегося 28 октября. 1 апреля направлен в ту же армию, участвовал в атаке Этлингенских линий 4 мая, осаде Филиппсбурга, где захватил прикрытый путь. С отрядом из 14 батальонов прикрывал линию осады от атак принца Евгения, проведя 23 ночных боя. Филиппсбург капитулировал 18 июля, после чего войска выступили на Вормс, сдавшийся 23-го. 1 апреля 1735 назначен в Рейнскую армию маршала Куаньи, бездействовавшую до заключения мира.
11 февраля 1741 в Версале назначен маршалом Франции, принёс присягу 19-го, отказавшись от поста генерального директора пехоты.

## Семья
Жена (контракт 6 и 7.01.1705): Мари-Маргерит Фортен де Ла-Угет, дочь Клода Фортена, маркиза де Ла-Угет, генерал-лейтенанта, капитан-лейтенанта 1-й роты мушкетёров, губернатора Ньора и Мезьера, и Мари Бонно де Рюбель. Брак бездетный.
Маркизат Нанжи перешёл к Луи де Ренье, маркизу де Гёрши, генерал-лейтенанту, губернатору Юнинга, происходившему от Жюли де Бришанто, дочери адмирала Бришанто.